# Quasimus indistinctus
Quasimus indistinctus là một loài bọ cánh cứng trong họ Elateridae. Loài này được Dolin miêu tả khoa học năm 1997.